# Mörtsjön, Huddinge kommun
Mörtsjön är en sjö i Huddinge kommun i Södermanland som ingår i Tyresåns huvudavrinningsområde. Sjön är 2,3 meter djup, har en yta på 0,139 kvadratkilometer och befinner sig 23,5 meter över havet. Vid provfiske har abborre, mört, ruda och sutare fångats i sjön.
Mörtsjön ligger i Orlångens naturreservat och ingår i Tyresåns sjösystem. Vid sjön ligger torpet Charlottendal där Prins Eugen målade tavlan ”Våren”.
Mörtsjörn är relativt näringsrik för att vara en skogssjö vilket gör att fiskar som rudor och sarvar trivs här. I sjön finns även inplanterad karp.

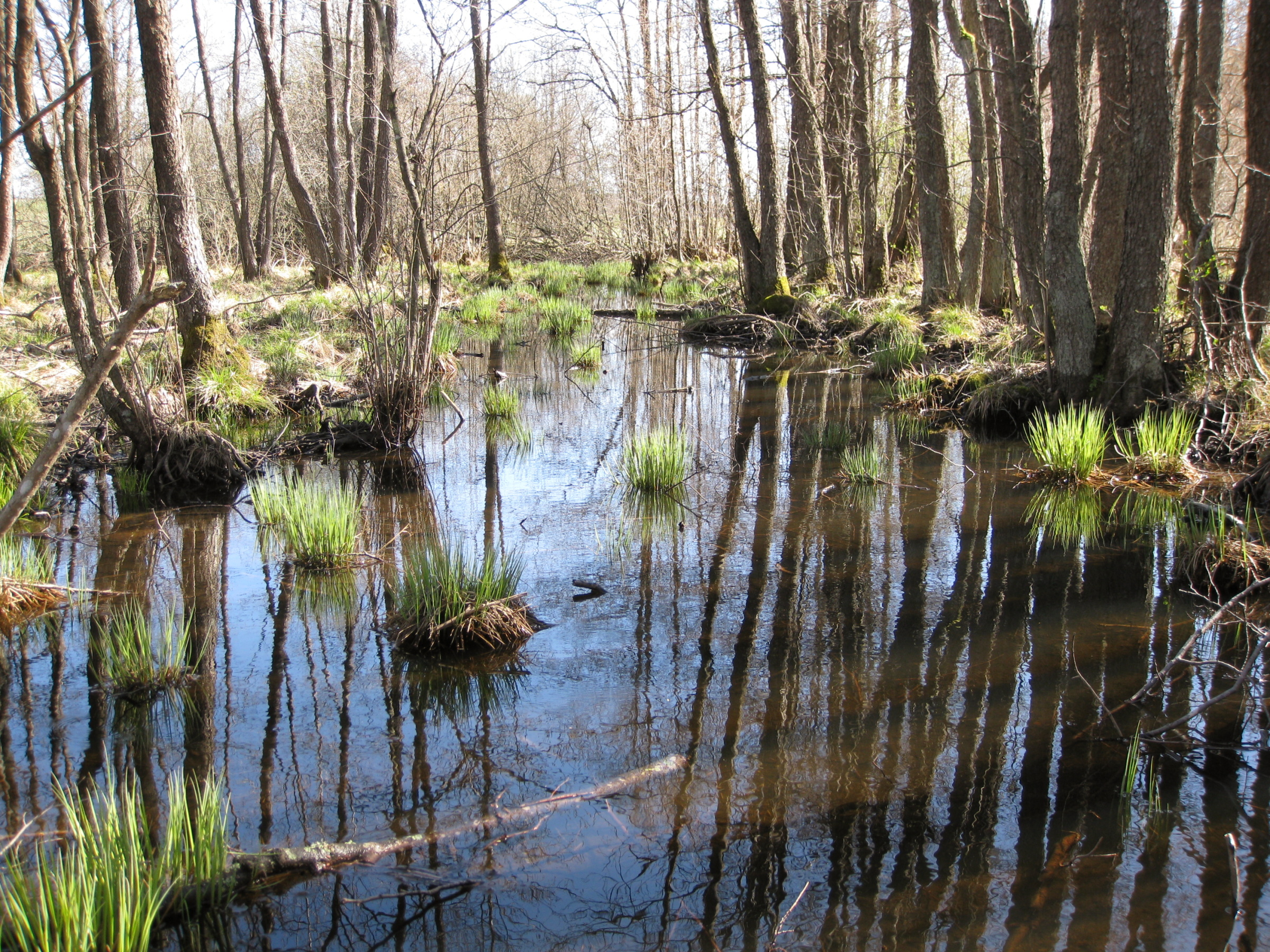
Utloppet söderut mot Orlången.

## Delavrinningsområde
Mörtsjön ingår i delavrinningsområde (656597-162608) som SMHI kallar för Utloppet av Orlången. Medelhöjden är 46 meter över havet och ytan är 32,16 kvadratkilometer. Det finns ett avrinningsområde uppströms, och räknas det in blir den ackumulerade arean 45,14 kvadratkilometer. Avrinningsområdets utflöde Tyresån (Kålbrinksströmmen) mynnar i havet. Avrinningsområdet består mestadels av skog (61 procent). Avrinningsområdet har 3,46 kvadratkilometer vattenytor vilket ger det en sjöprocent på 10,4 procent. Bebyggelsen i området täcker en yta av 3,73 kvadratkilometer eller 11 procent av avrinningsområdet.